# José Martín París Álvarez
José Martín París Álvarez (Madrid, 11 de noviembre de 1746-Santafé, 26 de diciembre de 1816) fue un noble español, militar y prócer de la independencia de Colombia. Tras llegar al Virreinato de Nueva Granada en 1773, asumió como funcionario de la administración española.

## Biografía
José Martín París nació en el hogar formado por Francisco Vicente París Marín, natural de la villa de Chinchón y secretario de cartas de José Ignacio de Solís Gantel, segundo duque de Montellano, y Vicenta Álvarez Siruelo, natural de la villa de Madridejos. Fueron sus abuelos Francisco París Martínez e Inés Marín Barbero, Juan Álvarez Siruelo e Isabel Martínez Vollero.
París contrajo matrimonio en el Santuario de Nuestra Señora del Milagro del Topo en Tunja el 12 de julio de 1777 con Genoveva Ricaurte Mauris, nacida en Medellín el 10 de noviembre de 1755 y fallecida en Bogotá el 14 de noviembre de 1829, hija de Rafael Ricaurte Terreros, alcalde de Medellín y de Santafé, y doña María Ignacia Mauris de Posada. Fueron padres de Francisco Javier París Ricaurte, Manuel París Ricaurte, José Ignacio París Ricaurte, María Ignacia París Ricaurte, Ramón París Ricaurte, Mariano París Ricaurte, Antonio París Ricaurte, Joaquín París Ricaurte y Rita París Ricaurte.

## Funcionario del Virreinato de Nueva Granada
La llegada José Martín París a la Nueva Granada, según la tradición familiar, se deriva de un incidente presentado en la Corte de España, cuando, actuando como Cadete de la Real Caballería y Gentilhombre de Cámara de Carlos III, impidió la entrada en el real despacho de uno de los más encumbrados títulos de España. El cabal cumplimiento de las órdenes impartidas provocó un escándalo de tal magnitud, que el Rey tuvo que separar al cadete París de la Corte, y para protegerlo, lo destinó al Nuevo Reino de Granada con la designación de Secretario de Cartas del Virrey Messía De la Zerda. Curiosamente ingresó a la Nueva Granada como clérigo de la corte del cardenal Francisco Antonio De la Riva Mazo, nombrado arzobispo de Santafé, pero traía real nombramiento como Secretario de Cartas del Virrey. 
Paralelamente, París conservó su condición de oficial del Ejército Real, siéndole despachado el rango de Alférez en 1774. Al desarrollar su carrera en la Nueva Granada, adquirió también la condición de militar del ejército colonial. Recibió despacho de Alférez de la Real Compañía de Caballería del Reino con antigüedad de 30 de octubre de 1771, de teniente por Real Cédula del 6 de junio de 1776, y de capitán del Regimiento de Milicias Disciplinadas de Caballería el 14 de octubre de 1783.
París se mantuvo como Secretario de Cartas hasta 1777, cuando es nombrado por el virrey Manuel Guirior como Administrador Principal de Alcabalas de la Provincia de Popayán, destino que solo ocupó un mes por la presión ejercida de parte de Miguel de Dueñas, quien había ocupado ese cargo durante diez años. París regresó a Santafé para asumir como funcionario de la Real Administración de Tabacos de Santafé, entidad en la que alcanzó el cargo de Administrador Principal en 1793 y que estuvo en sus manos hasta su detención en la época de la reconquista.

## El proceso de independencia
El primer movimiento revolucionario que vivió la Nueva Granada fue la insurrección de los comuneros de la provincia del Socorro, quienes capitaneados por Juan Francisco Berbeo y liderados por José Antonio Galán, marcharon hacia Santafé protestando por la restricción al comercio de tabaco y el impuesto de Barlovento. El pánico que invadió a la capital llevó al virrey Manuel Antonio Flórez Maldonado a organizar la defensa de la ciudad, en la que figuró París como uno de los comandantes. 
La influencia de la Ilustración en las Américas empezó a manifestarse oficialmente en Santafé con la conformación en 1801 de la Sociedad Patriótica de Amigos del País, dirigida por el científico José Celestino Mutis y en la que figuró París como fundador. En el seno de sus tertulias se hizo seguimiento en la situación vivida en Europa y empezaron a organizarse aquellas personas que terminaron participando en el movimiento revolucionario del 20 de julio de 1810, cuando fue instalada en Santafé la Junta Suprema de Gobierno, que desplazó a la administración virreinal. José Martín París fue uno de los ciudadanos que firmó el Acta de Independencia de Colombia e integró la comisión de hacienda de la Junta. Cinco de sus siete hijos varones se integraron al ejército independentista americano.

## Posición entre Federalismo y Centralismo
Las disputas por el poder político a partir de la independencia de la colonia, llevaron a la división del país entre centralistas -liderados por el general Antonio Nariño como Presidente de Cundinamarca- y federalistas -promovido por Camilo Torres como presidente del Congreso-. París Álvarez y su familia apoyaron inicialmente a Nariño, pero la adhesión del brigadier Baraya a los federalistas los impulsó a cambiar de bando, ya que el mencionado comandante del ejército era sobrino carnal de su esposa Genoveva; lo que hizo que el Administrador de Tabaco se moviera a su hacienda de Sans Façon, para apoyar desde allí con su familia a las tropas federalistas que marcharon a tomarse Santa Fe, resultando incendiada la propiedad en tiempos de las pendencias internas.
Nariño terminó cercado por las tropas federalistas en Bogotá, pero resultó victorioso en la batalla del 13 de enero de 1913, lo que le permitió imponer su tesis en favor del centralismo, y reconciliarse con quienes se habían declarado sus enemigos. En un acto simbólico, Nariño sembró el que denominó árbol de la libertad, convocando a sus principales contradictores, entre los que se destacó José Martín París y su familia. En posterior acto de fuerte contradicción contra el gobierno, Nariño ordenó el arresto de José Martín París, teniendo que pagar tres días de detención.
El clérigo Manuel Torres Peña, que era fervoroso defensor del gobierno colonial, criticó el desempeño de varios de lo que en su momento promovieron la independencia del Virreinato a través de cuartillas, dedicando una de ellas a José Martín París:
"El viejecillo París/que Madrid lo vio nacer/y vino a buscar mujer/es otro chisgaravís/y por tanto estoy a un tris/de decir que con los Peyes/para destronar los Virreyes/echó su piedra en el royo/y que apenas hay un crillo/que le gane en alzafuelles."

## Confinamiento y muerte
El regreso del rey Fernando VII al trono de España, generó para las colonias el inicio de una campaña de reconquista española. Para la recuperación del Nueva Granada, la tarea le fue encomendada al general Pablo Morillo, quien dominó gran parte del territorio mediante la persecución, procesamiento y condena de quienes lideraron los procesos de independencia. José Martín París fue arrestado en 1815 y procesado por el Tribunal de guerra, cuyo fiscal, el teniente Manuel Pérez Delgado, lo acusó del delito de grave traición, condenándolo al secuestro de todos sus bienes y conminación perpetua en la Cárcel Grande, que fue instalada en las instalaciones del Colegio del Rosario. Una peste que afectó a la prisión acabó con la vida de cinco internos,  registrándose el deceso de París el 26 de diciembre de 1816 a los 70 años de edad. Su cadáver fue sepultado en el cementerio castrense, ubicado en la templo de San Carlos y que hoy forma parte de una de las salas del Museo de Arte Colonial de Bogotá.